# ヒョードル・シェーフテリ

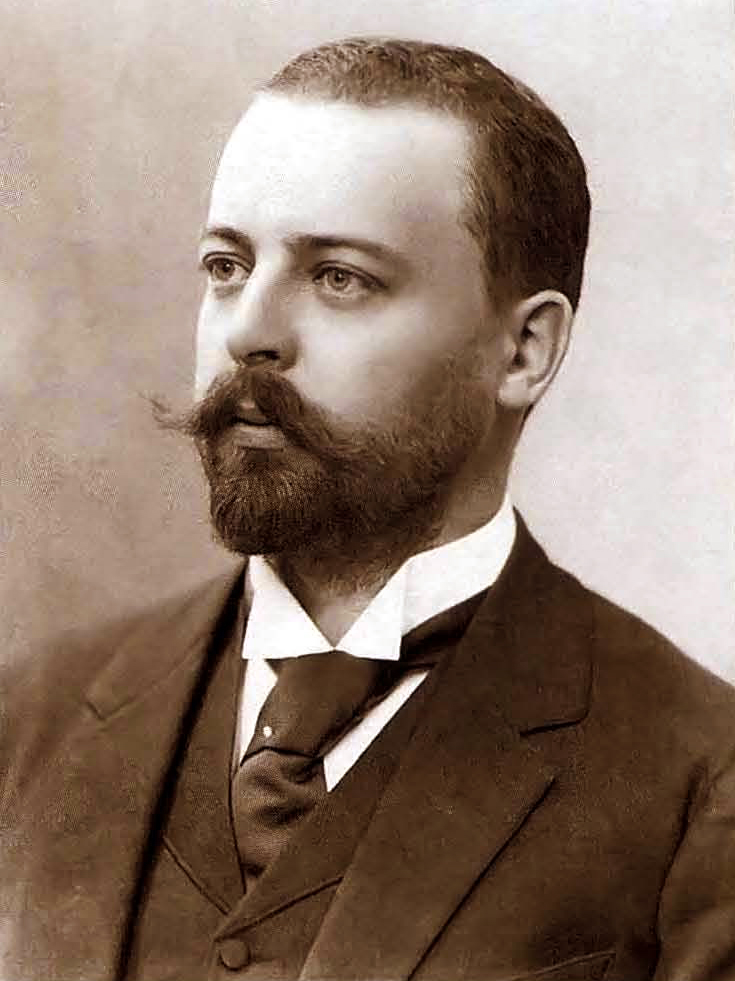
ヒョードル・シェーフテリ

ヒョードル・オシポヴィチ・シェーフテリ（ロシア語: Фёдор О́сипович Ше́хтель, ラテン文字転写: Fyodor Osipovich Schechtel、1859年8月7日 - 1926年7月7日）は、ロシアの建築家。ロシアのモダン様式期を代表する人物で、ロシア・モダン様式のほとんどの流派に属する作品を残している。
モスクワ絵画彫刻建築専門学校で1年間だけ聴講したのみで、学歴はない。建築家の下でアシスタントとして実務経験を積んでいる。後の1900年からは、ストロガノフ芸術産業専門学校で教鞭を執る。1908年から1921年まで、モスクワ建築家協会会長を務める。
代表作として、チェーホフ・モスクワ芸術座、ゴーリキー文学博物館（旧リャブシンスキー邸）、ヤロスラフスキー駅、シヴェンソン印刷所、スミルノフ邸、ロシア外務省迎賓館（旧モローゾヴァ邸）、シェーフテリ第3邸宅、グラスゴー国際博覧会でのロシア・パビリオンなどがある。